# Дуліби (Чортківський район)

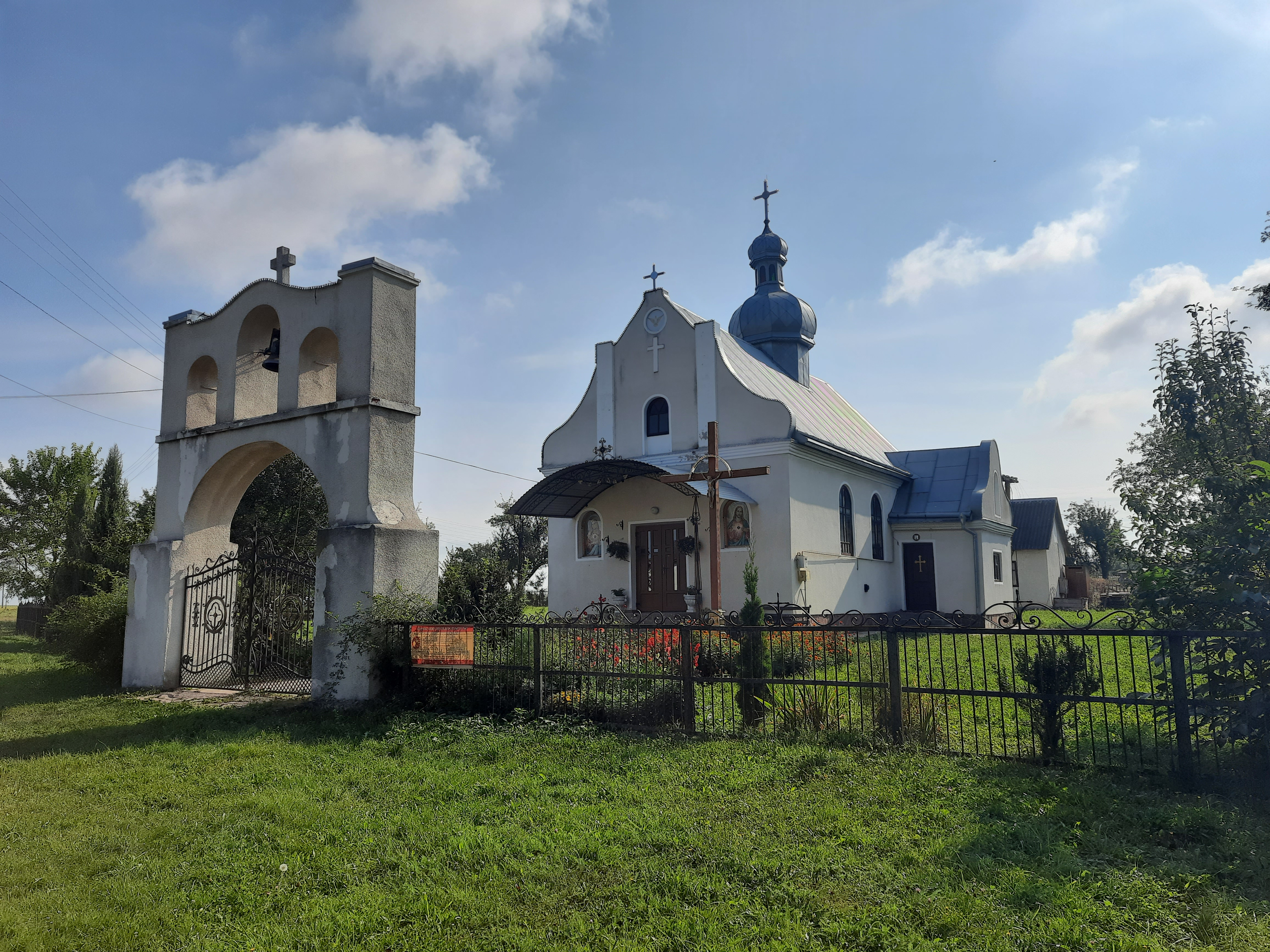
Церква святого великомученика Димитрія Миротворця УГКЦ

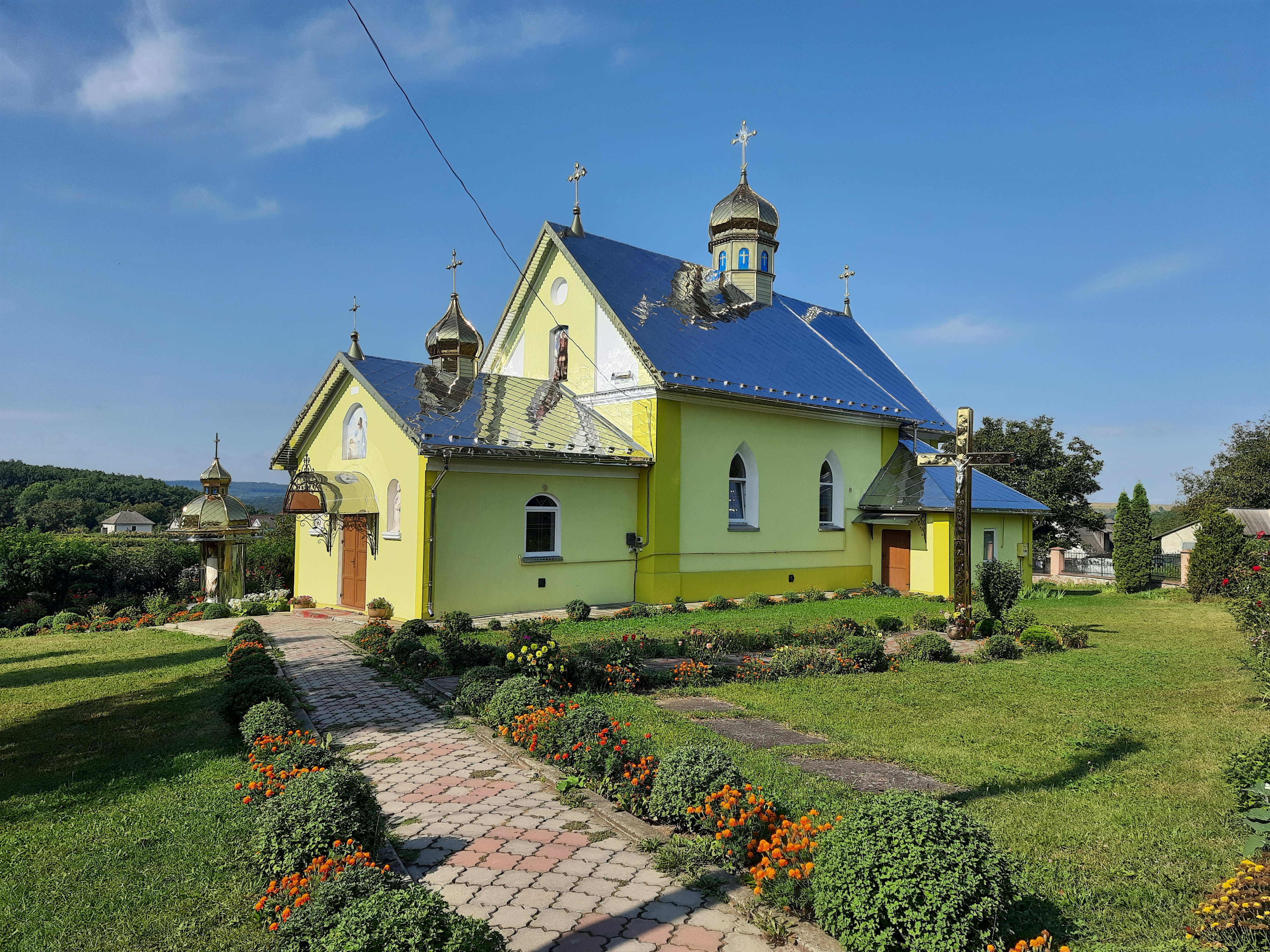
Церква святого великомученика Димитрія Солунського ПЦУ

Дулі́би — село в Україні, у Бучацькій міській громаді Чортківського району Тернопільської області. Розташоване у південно-східній частині району. Знаходиться за 20 км від центру громади. Розташоване на лівому березі річки Стрипа, неподалік межиріччя Дністра та Стрипи.
Межує з селами: Жнибороди, Новосілка, через Стрипу зі Скоморохами. На північному-сході із Заліщицьким районом. Західні околиці села межують з лісом.

2001 р. проживало 855 осіб.

## Історія
Поблизу розкопано поховання доби міді.
Знайдено уламок давньоруського орнаментованого горщика.
28 липня 1373/1379 року — перша письмова згадка про село; в фундаційній грамоті власника Бучача Міхала Авданця (лат. Michael Hawdank heres de Buczacz) на спорудження у цьому місті нового парафіяльного костелу серед свідків фігурує Мільцішконе з Дулібів (лат. Milciszkone de Duliby).
Згідно поборового реєстру Подільського воєводства 1563—1564 років власником села був шляхтич Мацей Влодек, у селі була православна церква.
За часів ЗУНР в місцевій державній адміністрації було немало поляків (як і у Підзамочку).
До виселення у 1944–1946 роках переважну кількість мешканців села становили поляки: близько 80 % населення, євреїв 17 %, а українців лише 3 %. Після переселення з Польщі прибули українці переважно з-під Перемишля.
В шематизмі за 1912 рік подано, церква Св. Покрови Пречистої Діви Марії розібрана, українці належать до парохії у Язлівці.

Зараз тут проживає близько 800 мешканців.
12 червня 2020 року, відповідно до розпорядження Кабінету Міністрів України № 724-р «Про визначення адміністративних центрів та затвердження територій територіальних громад Тернопільської області» увійшло до складу Бучацької міської громади.
19 липня 2020 року, в результаті адміністративно-територіальної реформи та ліквідації Бучацького району, увійшло до складу новоутвореного Чортківського району.
З 11 грудня 2020 р. належить до Бучацької міської громади.

## Політика

### Парламентські вибори, 2019
На позачергових парламентських виборах 2019 року у селі функціонувала окрема виборча дільниця № 610150, розташована у приміщенні клубу.
Результати
- зареєстровано 587 виборців, явка 74,11%, найбільше голосів віддано за «Слугу народу» — 28,50%, за Всеукраїнське об'єднання «Батьківщина» — 23,13%, за «Європейську Солідарність» — 13,08%.[11] В одномандатному окрузі найбільше голосів отримав Микола Люшняк (самовисування) — 50,35%, за Володимира Бліхаря (Всеукраїнське об'єднання «Батьківщина») — 12,53%, за Ігоря Сопеля (Слуга народу) — 11,60%[12].

## Населення
- 1841 р. 26 українців (даних про інші етнічні громади немає)
- 1880 р. всього 985 осіб; 29 (2,9 %) українців, 945 (96,0 %) поляків, 11 (1,1 %) жидів
- 1900 р. всього 1081 особа; 28 (2,6 %) українців, 1007 (93,2 %) поляків, 46 (4,2 %) жидів
- 1939 р. всього 1350 осіб; 15 (1,2 %) українців, 1315 (97,3 %) поляків, 20 (1,5 %) жидів
- 1921 р. 215 мешкальних домів, 1931 р. — 264.[7]

## Соціальна сфера
На території села діяла сільська рада, дві школи (молодшого та середнього шкільного віку), дві церкви (православна і греко-католицька), будинок культури, дитячий садок, медпункт. Також є 3 торгові точки.

## Релігія
- церква святого великомученика Димитрія Солунського (1907, ПЦУ),
- церква святого великомученика Димитрія Мироточця (2004, УГКЦ).

## Пам'ятки
У центрі села знаходиться скульптура Марії Діви, з-під якої б'є джерело.

## Відомі мешканці

### Уродженці
- Долинський Вітольд — архітектор.